# Гордієнко Серафим Маркович
Серафи́м Ма́ркович Гордіє́нко (нар. м. Одеса, Україна) — український публіцист, військовослужбовець, молодший лейтенант 14 ОПБпАК Збройних сил України, учасник російсько-української війни. Син відомого одеського громадського діяча Марка Гордієнка.

## Життєпис
Родом з Одеси. Здобував фах історика в Українському католицькому університеті.
Після початку повномасштабного російського вторгнення залишив навчання та вирушив на фронт. Згодом приєднався до підрозділу Санти, з яким брав участь у бойових діях у Пісках на Донеччині. Протягом півтора року Гордієнко вів бої біля Кремінної на Луганщині, де його група в лютому 2023 року першою в Україні знищила БМПТ «Термінатор».
Нині проходить службу в 14 ОПБпАК як офіцер полку. 

## Доробок
Писати почав з перших днів повномасштабного російського вторгнення. Співзасновник новітнього ідейного і художнього напряму метаромантизму.
2024 року разом з Олександром Мєняйловим видав книгу «Метаромантика. Кров, степ і вічність».

## Нагороди
- медаль «Захиснику Вітчизни» (21 червня 2023) — за особисту мужність, виявлену у захисті державного суверенітету та територіальної цілісності України, самовіддане виконання військового обов'язку[6];
- диплом переможця конкурсу «Краща книга виставки-форуму 2024» в номінації (2024) — за книгу «Метаромантика. Кров, степ і вічність»[7].